# دانشگاه واله
دانشگاه واله (اسپانیایی: Universidad del Valle‎) که Univalle نیز نامیده می‌شود، یک دانشگاه دولتی، مختلط و تحقیقاتی است که در شهر کالی، واله دل کائوکا، کلمبیا مستقر است. واله بزرگ‌ترین مؤسسه آموزش عالی از نظر جمعیت دانشجویی در جنوب غربی کلمبیا و سومین مؤسسه در کلمبیا با بیش از ۳۰۰۰۰ دانشجو است.
دانشکده هنرهای تلفیقی این دانشگاه در حال کسب شهرت ملی است. کارگردانان فیلم آنتونیو دورادو و کارلوس مورنو، هر دو فارغ‌التحصیل دانشگاه، بخشی از نسل جدید فیلمسازان کلمبیایی هستند. دورادو که یکی از اعضای هیئت علمی نیز هست فیلم شاه را کارگردانی کرد که نامزد جوایز گویا شد. مورنو کارگردانی فیلم Dog Eat Dog را بر عهده داشت که اولین فیلم کلمبیایی بود که در جشنواره فیلم ساندنس به نمایش درآمد.
رشته روان‌شناسی در ۱۰ فوریه ۲۰۰۳ تأسیس شد.